# Leuciscus

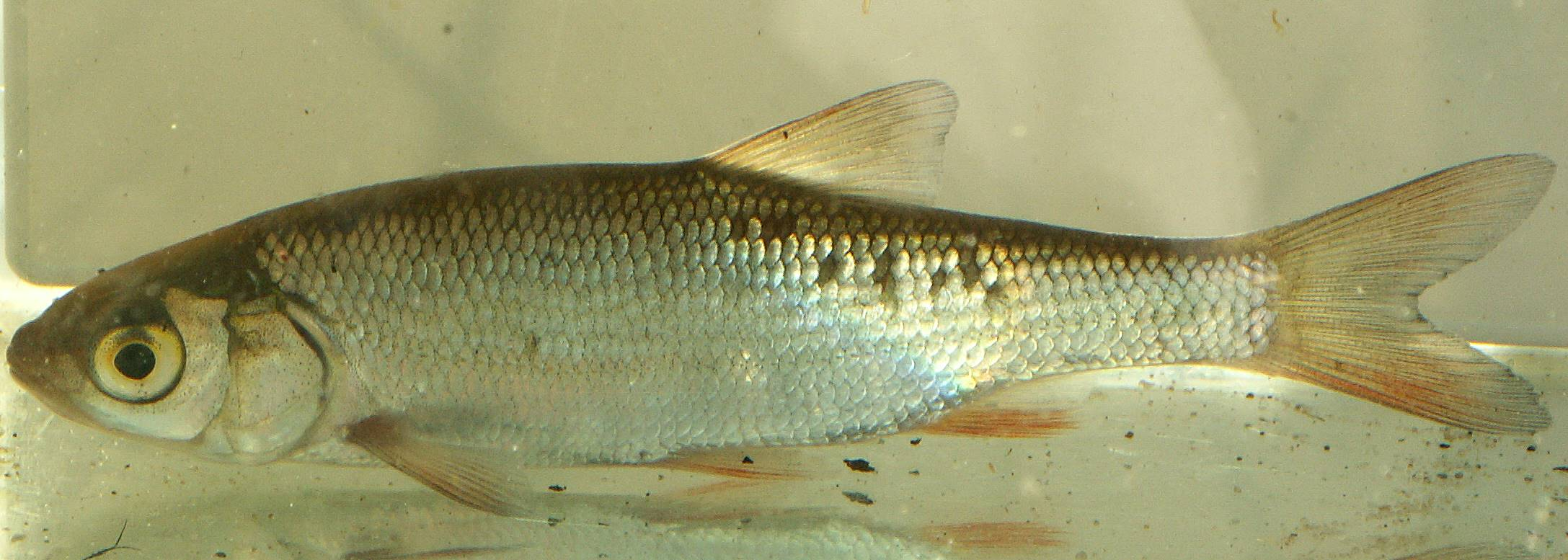
Exemplar de Leuciscus idus capturat als Països Baixos.

 Leuciscus és un gènere de peixos de la família dels ciprínids i de l'ordre dels cipriniformes. que es troba des d'Europa fins a Sibèria.

## Taxonomia
- Leuciscus baicalensis (Dybowski, 1874)
- Leuciscus bearnensis (Blanchard, 1865)[4]
- Leuciscus bergi (Kashkarov, 1925)
- Leuciscus burdigalensis (Valenciennes a Cuvier & Valenciennes, 1844)[5]
- Leuciscus cephaloides (Battalgil, 1942)
- Leuciscus chuanchicus (Kessler, 1876)
- Leuciscus danilewskii (Kessler, 1877)[6]
- Leuciscus dzungaricus (Koch & Paepke, 1998)
- Leuciscus gaderanus (Günther, 1899)
- Leuciscus idus (Linnaeus, 1758)[7]
- Leuciscus lapacinus (Stefani, Serra, Loffredo & Fossa, 1987)
- Leuciscus latus (Keyserling, 1861)
- Leuciscus lehmanni (Brandt, 1852)
- Leuciscus lepidus (Heckel, 1843)
- Leuciscus leuciscus (Linnaeus, 1758)[7]
- Leuciscus lindbergi (Zanin & Eremejev, 1934)
- Leuciscus merzbacheri (Zugmayer, 1912)
- Leuciscus microlepis (Heckel, 1843)
- Leuciscus montenigrinus (Vukovic, 1963)
- Leuciscus muticellus (Bonaparte, 1837)
- Leuciscus oxyrrhis (La Blanchère, 1873)[8]
- Leuciscus phalacrocorax (Jordan & Fowler, 1903)
- Leuciscus polylepis (Steindachner, 1866)
- Leuciscus schmidti (Herzenstein, 1896)
- Leuciscus spurius (Heckel, 1843)
- Leuciscus turskyi (Heckel, 1843)
- Leuciscus waleckii (Dybowski, 1869)[9][10][11][12][13][14][15]